# Влада Кубассова
Влада Кубассова (ест. Vlada Kubassova; нар. 23 серпня 1995, Таллінн, Естонія) — естонська футболістка, нападниця італійського клубу «Комо» та жіночої збірної Естонії.

## Клубна кар'єра

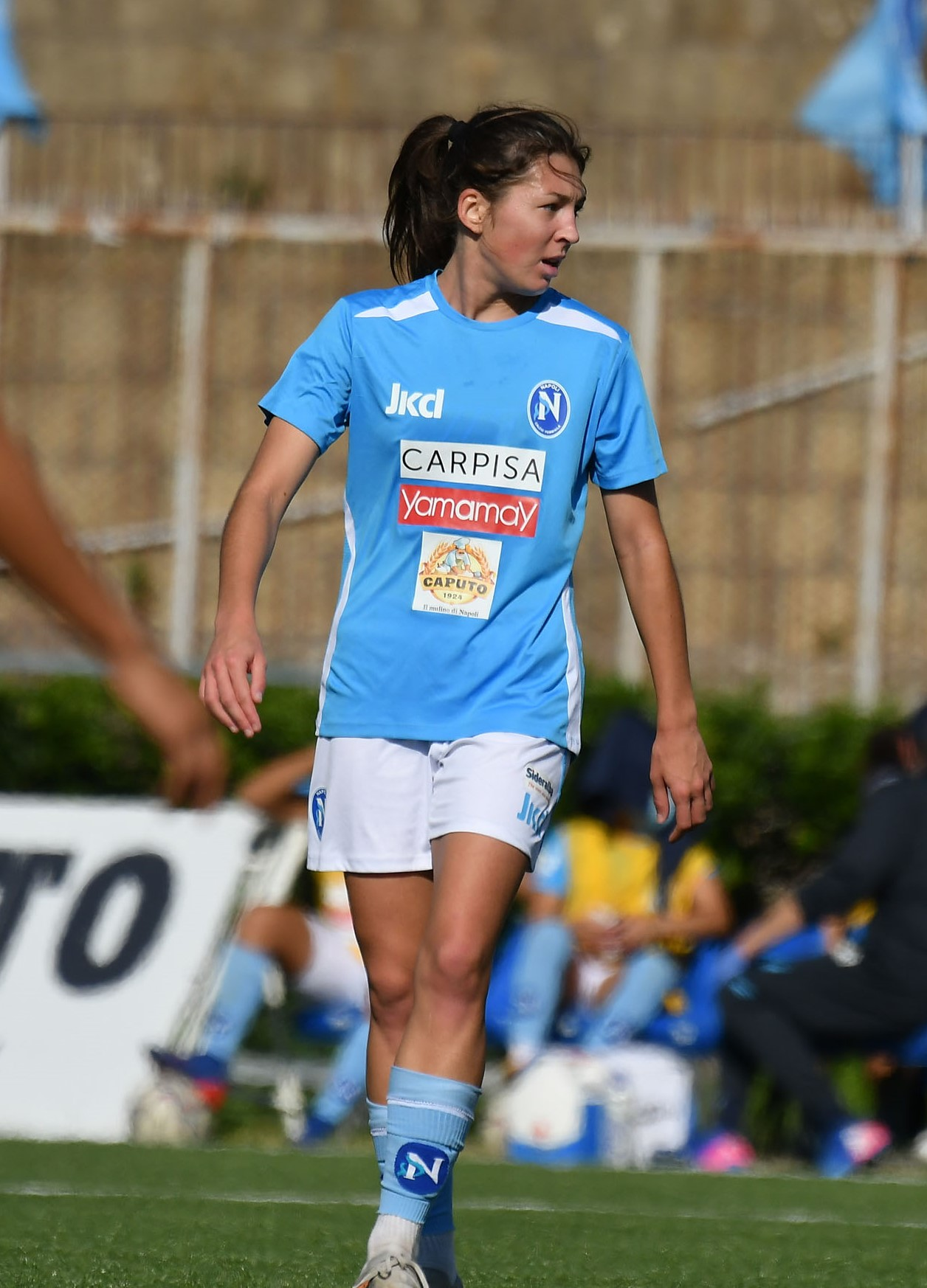
Влада Кубасова у футболці «Наполі» в 2020 році.

Народилася 1995 року в Таллінні. Розпочала грати у футбол за команду «Аякс» (Ласнамяе) з передмістя естонської столиці, кольори якої захищала до 2010 року.
У 2010 році перейшов до талліннської «Левадії», спочатку граючи за другу команду, де зіграв 18 матчів та відзначилася 25 голів до 2012 року.
9 квітня 2011 року, у віці 16 років, дебютував у складі основної команди в нічийному (1:1) виїзному поєдинку зі столичною «Флорою», а на 65-й хвилині відзначилася голом, який встановив рахунок 1:1. За 8 сезонів у футболці «зелено-білих» зіграла 131 матч, відзначилася 131-м голом та допомгла виграти Кубок Естонії 2016 року, відзначилася хет-триком у переможному (4:0) поєдинку проти «Тарту СК 10 Преміум».
Влітку 2018 року переїхала до «Наполі» з новоствореної Серії С, де вже виступали її співвітчизниця Крістіни Баннікової, Енелі Куттер та Лізетт Таммік.
У сезоні 2019/20 років продовжувала виступати за «Наполі». Першим голом у сезоні відзначилася 29 вересня, у першому раунді Кубка Італії проти «Лаціо».

## Національна збірна
На міжнародному рівні почала грати за дівочу збірну Естонії (WU-17) у 2009 році, у віці 13 років, за яку виступала до 2012 року, провела 9 матчів.
У 2011 році перейшла до молодіжної дівочої збірної Естонії (WU-19), за яку виступала протягом 3 років (до 2014 року), зігравши в ній 22 матчі та відзначилася 10-ма голами.
У 2013 році вона дебютувала в міжнародній команді 24 серпня, вийшовши на 70-й хвилині в матчі проти Латвії в Кубку Балтії, який зіграв у Вільнюсі (Литва) і завершився з рахунком 0:0.
7 червня наступного року в Шяуляї (Литва) проти вище вказаного суперника відзначилася першим голом на міжнародному рівні, на 80-й хвилині встановивши остаточний рахунок (4:0).

## Стиль гри
Виступає на позиції центрального нападника.

## Статистика виступів

### Клубна
Станом на 23 травня 2021.
| Сезон             | Команда           | Чемпіонат         | Чемпіонат | Чемпіонат | Нацю кубок | Нацю кубок | Нацю кубок | Конт. кубок | Конт. кубок | Конт. кубок | Інші кубки | Інші кубки | Інші кубки | Загалом | Загалом |
| Сезон             | Команда           | Змаг.             | Матчі     | Голи      | Змаг.      | Матчі      | Голи       | Змаг.       | Матчі       | Голи        | Змаг.      | Матчі      | Голи       | Матчі   | Голи    |
| ----------------- | ----------------- | ----------------- | --------- | --------- | ---------- | ---------- | ---------- | ----------- | ----------- | ----------- | ---------- | ---------- | ---------- | ------- | ------- |
| 2018-2019         | «Наполі»          | C                 | 20        | 13        | КІС        | ?          | ?          | -           | -           | -           | -          | -          | -          | 20+     | 13+     |
| 2019-2020         | «Наполі»          | B                 | 14        | 3         | КІ         | ?          | 0          | -           | -           | -           | -          | -          | -          | 14+     | 3       |
| 2020-2021         | «Наполі»          | A                 | 13        | 0         | КІ         | 1          | 0          | -           | -           | -           | -          | -          | -          | 14      | 0       |
| Усього за кар'єру | Усього за кар'єру | Усього за кар'єру | 47        | 16        | -          | 1+         | 0+         | -           | -           | -           | -          | -          | -          | 48+     | 16+     |

## Досягнення
«Левадія» (Таллінн)
- Мейстерліга
  -  Чемпіон (1): 2016